# A Connecticut Yankee in King Arthur's Court
A Connecticut Yankee in King Arthur's Court (br Na Corte do Rei Artur) é um filme estadunidense de 1949, do gênero comédia musical, dirigido por Tay Garnett e estrelado por Bing Crosby e Rhonda Fleming. Veículo para Crosby, o filme tem cenários e figurinos deslumbrantes, realçados pelo Technicolor, ainda não muito comum na época. Entre os números musicais, compostos por Jimmy Van Heusen e Johnny Burke, o único sucesso foi Busy Doing Nothing, cantado por Crosby, Sir Cedric Hardwicke e William Bendix.
O roteiro é baseado no romance homônimo de Mark Twain, que já havia sido filmado em 1921 e em 1931 pela Fox Film, futura 20th Century-Fox. Em 1979, a Walt Disney Pictures produziu uma nova versão, com o título de The Spaceman and King Arthur (ou Unidentified Flying Oddball). Existem também versões feitas para a TV.

## Sinopse
Uma pancada na cabeça envia o mecânico Hank Martin para a corte do Rei Artur, na Inglaterra do século VI, onde conquista a bela Alisande, sobrinha de Sua Majestade, e torna-se amigo de Sir Sagramore. Seus conhecimentos dos recursos tecnológicos do século XX, empregados com sabedoria, dão-lhe o status de mago e levam-no a receber o título de "Sir Boss". Tudo isso atrai a ira de Merlin e de Sir Lancelot, pretendente à mão de Alisande. Os acontecimentos se precipitam quando Hank, enternecido pelas miseráveis condições de vida dos camponeses, insiste para que o rei se misture ao povo e promova reformas sociais.

## Elenco
| Ator/Atriz           | Personagem                |
| -------------------- | ------------------------- |
| Bing Crosby          | Hank Martin               |
| Rhonda Fleming       | Alisande La Carteloise    |
| Sir Cedric Hardwicke | Rei Artur/Lorde Pendragon |
| William Bendix       | Sir Sagramore             |
| Murvyn Vye           | Mago Merlin               |
| Virginia Field       | Morgan Le Fay             |
| Joseph Vitale        | Sir Logris                |
| Henry Wilcoxon       | Sir Lancelot              |
| Richard Webb         | Sir Galahad               |
| Alan Napier          | Carrasco                  |